# Кожевенная линия
Коже́венная ли́ния — улица в Санкт-Петербурге, проходящая на Васильевском острове от Масляного канала до Большого проспекта, разрываясь обширной территорией Балтийского завода.

## История
Улица проложена в 1780-х годах рядом с открытыми водными пространствами, во времена царствования императрицы Екатерины II, с целью размещения кожевенных заводов вне центра Санкт-Петербурга, поскольку выделка кож была связана с обработкой сильно пахнущих компонентов. Мягкая вода находящейся рядом Невы хорошо подходит для отбелки тканей и их последующей обработки, что способствовало появлению на Кожевенной линии и ситценабивных фабрик.
Название улице присвоено в 1845 году и связано с кожевенным производством. В конце XVIII века здесь, на участке, примыкающем к Неве, появились первые частные дубильни, а затем и заводы. На плане Петербурга 1852 года в районе этой линии нанесено уже девять частных кожевенных заводов.

## Достопримечательности
- Дома 1—3, литеры Р, Д — кожевенный завод А. А. Парамонова, 1883—1910 годы, арх-ры А. А. Ашемур, В. В. Фридлейн[3]. Начавшись ещё в XVIII веке, кожевенное производство на участке не прерывалось вплоть до 1990-х. В 2023 году у здания появился инвестор, который планирует провести реставрацию и приспособить его к современному использованию[4].  Объект культурного наследия № 7830482000№ 7830482000

- Дом 21, 22 — производственные и складские здания завода цементных труб «Андрей Б. Эллерс» были построены в 1906—1910 и 1913 годах по проекту гражданского инженера К. И. Розенштейна (не сохранились?).
- Дом 25 ? — жилой дом для рабочих кожевенной фабрики Брусницыных, архитектор А. И. Ковшаров. Включён в существующее здание. 1880-е годы.
- Дом 27, правая часть — особняк Брусницыных, архитектор А. И. Ковшаров — перестройка и расширение 1884—1886 годов. Перестройку зданий кожевенной фабрики Брусницыных по адресам Кожевенная линия, 27 и 30 в 1868—1871 годы осуществлял А. Р. Гешвенд, в 1884—1889 годах участок дома 30 (левая часть) перестраивал и расширял А. И. Ковшаров. Объект культурного наследия № 7810159000№ 7810159000

- Дом 30 — культурный квартал «Брусницын».
- Дом 31 — корпуса кожевенной фабрики наследников Егорова, арх. Д. А. Крыжановский, 1900 год.
- Дом 32, двор, левая часть — здание цехов Владимирского кожевенного завода, 1901 год, архитектор Павел Сюзор.
- Дом 33 — Василеостровская ТЭЦ-7.
- Дом 34 — здания Ленинградской ситценабивной фабрики имени Веры Слуцкой. Объект культурного наследия № 7830479000№ 7830479000

- Дом 38 — особняк Мессонье (Сименса), первая половина XIX века. Карл Сименс, владелец завода «Сименс и Гальске» (на месте которого располагается современный «Севкабель») купил особняк в 1835-м году у К. И. Миллера. Впоследствии дом неоднократно перестраивали, над ним в разное время работали архитекторы Р. Б. Бернгард, Л. Л. Петерсон, Н. И. фон Брюлло, К. Ф. Альтман[5]. Кирпичная башенка, сохранившаяся до настоящего времени, примыкала к разобранному 2009-м деревянному центральному корпусу. Уже в 2014-м году зданию присвоили статус объекта культурного наследия[5][6]. В 2022-м году на торгах «Севкабель Порт» выиграл право аренды, по условиям договора с городом, после восстановления особняка ставка составит 1 рубль за квадратный метр[7].
- Дом 39, корпус 9 — дом священника церкви Милующей Божией Матери (Большой проспект Васильевского острова, 102), был построен в конце первого десятилетия XX века. В доме располагались квартиры, работали книжная лавка и церковно-приходская школа. Земельный участок принадлежит к территории завода «Севкабель», который в 2021 году группа «ЛСР» расчищает под строительство жилого комплекса[8][9]. 9 июля 2021 года КГИОП отказался внести здание в список выявленных объектов культурного наследия[10]. В «ЛСР» заявили, что сносить здание не планируют[11].
- Дом 40 — завод «Севкабель». Объект культурного наследия № 7830478000№ 7830478000

- - Дом 40, литера Д — здание заводоуправления, вторая половина XIX века, проект гражданского инженера Альфред Ашемура и архитектора Евгения Баха[12].
- Дом 42 — Центральная военно-морская библиотека.

## Транспорт
Ближайшие станции метро:
- «Горный институт»
- «Приморская»

## Пересечения
Кожевенная линия пересекает или граничит со следующими проспектами, улицами и переулками:
- Масляный канал
- 26—27-я линии Васильевского острова

Разрывается территорией завода
- Косая линия
- Большой проспект